# Consejo de guerra (Star Trek: La serie original)
"Consejo de guerra" es el episodio número 20 en ser transmitido y el número 15 en ser producido de la primera temporada de Star Trek: La serie original. Fue transmitido por primera vez el 2 de febrero de 1967, y fue escrito por Don M. Mankiewicz y Stephen W. Carabatsos, y dirigido por Marc Daniels.
Resumen: el capitán Kirk es sometido a juicio bajo el cargo de negligencia.

## Trama
En la fecha estelar 2947,3, la nave estelar USS Enterprise, bajo el mando del capitán James T. Kirk, queda dañada severamente en una tormenta de iones y va a la Base Estelar 2 para reparaciones. Poco después de la llegada de la Enterprise, el comodoro Stone comienza una investigación de los acontecimientos que rodearon la única baja informada, la muerte del teniente comandante Ben Finney, interpretado por Richard Webb. El informe muestra que Finney había muerto durante la tormenta cuando su cápsula de investigación fue expulsada de la nave. Kirk afirma que la eyección de la cápsula fue necesaria para salvar a la Enterprise. Stone busca en los registros de la computadora, los que muestran que Kirk había ordenado la eyección de la cápsula mientras la nave estaba en "alerta amarilla", indicando que la nave no se consideraba que estuviera en serio peligro. 
Kirk sin embargo, mantiene su declaración de que la nave estaba en "alerta roja" durante la eyección de la cápsula. Las sospechas aumentan cuando Stone descubre que Finney tenía malas relaciones con su capitán. Esto surgió de un incidente a bordo de la USS Republic, cuando un joven alférez Kirk acusó al teniente Finney de descuidadamente dejar abierto un interruptor del almacenamiento de materia atómica, un error que habría hecho explotar a la nave en cuestión de minutos. Desde el incidente, la Flota Estelar puso a Finney al final de la lista de ascensos y Finney acusó a Kirk de "enterrarlo en el fondo".
Stone cree que existen pruebas suficientes para que a Kirk se lo declare culpable de negligencia e insiste en que este renuncie a la capitanía de la Enterprise y acepte una misión en tierra por el resto de su carrera. Kirk rechaza las acusaciones como absurdas y exige un juicio para que los cargos sean probados. Solicita que el abogado Samuel T. Cogley lo represente legalmente por consejo de la teniente Areel Shaw, una antigua novia. Encuentra que Cogley es peculiar, pero muy meticuloso. Queda muy sorprendido cuando se entera de que Shaw será el fiscal en su juicio. El juicio es presidido por el comodoro Stone con un tribunal compuesto por colegas de Kirk, incluyendo el representante Lindstrom, del Comando de la Flota Estelar, y los capitanes de naves estelares Chandra y Krasnovsky. Entre la audiencia del juicio se encuentra la joven hija de Finney Jamie. Kirk recibe una furiosa mirada de Jamie (después de un histérico encuentro previo en presencia de Stone), quien cree que él asesinó a su padre.
El juicio comienza y dan su testimonio el dr. McCoy, el sr. Spock y Kirk mismo, pero ninguno de estos testimonios es aclaratorio ni coincide con los registros de los computadores. Durante el juicio, Spock revisa los computadores para confirmar que estén funcionando normalmente. La fiscalía presenta una grabación audiovisual hecha por los computadores de los acontecimientos en el puente de la Enterprise durante la tormenta de iones. Las pruebas resultan condenatorias, ya que claramente muestran a Kirk presionando el botón para expulsar la cápsula mientras la nave aún está en alerta amarilla. Kirk y su abogado están por rendirse, y Kirk le comenta a Spock que él a lo mejor encuentra que su nuevo capitán es mejor oponente en ajedrez. Este comentario le da una idea a Spock.
Más tarde, durante un receso, McCoy descubre a Spock jugando ajedrez tridimensional y le pregunta furioso por qué está perdiendo tiempo con todo lo que está sucediendo. Spock le revela que de hecho él está investigando el computador, porque ha sido capaz de derrotarlo en ajedrez cinco veces. Esto a pesar de que Spock mismo escribió el programa de ajedrez del computador y por lo tanto la máquina, como mínimo, tendría que lograr tablas. McCoy le pregunta cómo eso es posible, y Spock le explica que está convencido de que el sistema ha sido manipulado, ya que el programa que él hizo hace tres meses ha sido alterado.
El consejo de guerra se reanuda y el tribunal está preparado para dictar sentencia, pero Spock entra listo para presentar nuevas pruebas en beneficio de su capitán: la sospechosa manipulación de los computadores. Sin ninguna prueba real para respaldar su declaración, Spock insiste en que además de él y el capitán, sólo el Sr. Finney tenía el conocimiento y los permisos para alterar los registros de la computadora y él cree que Finney aún sigue a bordo de la Enterprise. El abogado de Kirk solicita que el juicio se continúe a bordo de la Enterprise para probar la nueva teoría de la defensa. La fiscalía objeta la nueva petición, estableciendo que los archivos de la computadora son prueba suficiente de la culpabilidad de Kirk. La corte rechaza la solicitud pero Cogley exige el derecho del acusado de enfrentar a los testigos en contra de él, incluyendo, en este caso, la computadora. 
A bordo de la Enterprise, Kirk ordena que todo el personal innecesario desembarque temporalmente. El Dr. McCoy a continuación toma un sensor auditivo que detecta el más ligero sonido, y lo acopla al computador de la nave. El dispositivo es tan sensible que detecta todos los latidos de corazón de las personas que permanecen a bordo de la nave. Después de anular todos aquellos sonidos de las personas que se conoce que están a bordo, sólo un latido permanece sin explicación, y éste es localizado en ingeniería. Mientras Kirk va en busca del dueño del latido misterioso, presumiéndose que es Finney, Cogley se aleja con un propósito personal.
Kirk encuentra a Finney pero es amenazado por éste con un fáser. El enloquecido oficial le informa a Kirk que ha llegado demasiado tarde y le dice que ha dejado los circuitos de la Enterprise sin energía, lo que causará que caiga de la órbita y se queme al volver a ingresar a la atmósfera de la Base Estelar 2. Kirk le revela a Finney que su hija se encuentra a bordo de la nave, habiendo sido transportada ahí poco antes junto a Cogley. Rabioso, Finney ataca a Kirk y es derrotado después de una lucha breve pero intensa. A continuación, confiesa la situación y naturaleza de su sabotaje. 
Después de reparar el daño y salvar su nave, Kirk lleva a Finney detenido, quedando libre de la acusación. Después de informarle a Kirk que Cogley defenderá el caso de Finney, Shaw besa a Kirk en el puente de la nave antes de que los dos ex amantes sigan caminos distintos una vez más.

## Remasterización del aniversario de los 40 años
Este episodio fue remasterizado en el año 2006 y transmitido el 10 de mayo de 2008 como parte de la remasterización de la serie original. Fue precedido una semana antes por la remasterización de "Misión: la Tierra" y seguido una semana más tarde por la remasterización de "La pequeña guerra privada". Además de todas las animaciones por computador de la USS Enterprise que es lo normal en las revisiones, los cambios específicos en este episodio incluyen:
- La escena de apertura muestra a la Enterprise en órbita alrededor de la Base Estelar 2, en esta escena se pueden ver los daños al costado del casco. Un pequeño agujero es mostrado en el casco donde la cápsula de Finney estaba, y tiene una iluminación rojiza desde el interior. Se pueden ver a un tripulante moviéndose (representado por Denise Okuda) dentro de una ventana cercana al área dañada.
- Un transbordador ha sido agregado a las escenas de la órbita, volando alrededor de la Enterprise.
- El planeta de la Base Estelar 2 (también visto en "La colección de fieras") aparece más realista.
- Las tomas originales de la escenografía de la superficie de la Base Estelar han sido cambiadas, ahora se puede ver a personas moviéndose alrededor al interior de las ventanas de los edificios así como la adición de transbordadores a través del cielo. Una nueva escena nocturna ahora muestra el gigante gaseoso con anillos en el horizonte.

## Recepción
Zack Handlen de The A.V. Club calificó al episodio con una 'B-', destacando que el potencial de exigir a Kirk a los altos estándares del relato es disminuido porque su "falibilidad no es realmente el centro del drama".